# Karin Wiborn
Karin Helena Wiborn, född Sköld 12 december 1960 i Matfors, är en svensk teolog, pastor och kyrkoledare i Equmeniakyrkan.

## Biografi
Karin Wiborn är utbildad pastor inom Svenska Baptistsamfundet, vid dåvarande Betelseminariet (som sedan blev en del av Enskilda högskolan Stockholm). Hon har bland annat arbetat som pastor och föreståndare i Centrumkyrkan i Farsta. I svensk kristenhet är hon bland annat känd för sitt arbete inom ekumenik och samverkan mellan olika kristna samfund i Sverige. 
Mellan 2003 fram till 2011 var hon missionsföreståndare i Svenska Baptistsamfundet, fram till dess att samfundet gick samman med Svenska Missionskyrkan och Metodistkyrkan i Sverige för att bilda det nya frikyrkosamfundet Equmeniakyrkan. Wiborn var en av de tre företrädare från bildarsamfunden som arbetade med bildandet av Equmeniakyrkan.
Därefter var Wiborn generalsekreterare för Sveriges kristna råd 2012–2020. Hon återvände till samfundet 2021 då hon valdes till biträdande kyrkoledare, en post hon innehade fram tills hon valdes till kyrkoledare vid kyrkokonferensen 2024.
Under hennes ledarskap i Sveriges kristna råd arbetade hon mycket med att skapa dialog mellan kyrkliga ledare och samhällets beslutsfattare. Hennes arbete präglades av en strävan efter att föra kyrkorna samman i tro och handling samt att ge trossamfunden en gemensam röst i viktiga samhällsfrågor.[källa behövs] Wiborn har också predikat under gudstjänsten i Storkyrkan under Riksmötets öppnande år 2004. 

## Utmärkelser
Karin Wiborn har under sin karriär mottagit flera utmärkelser för sitt arbete inom kyrkligt samarbete och ledarskap. År 2006 tilldelades hon Arbetsgivaralliansens ledarstipendium. År 2022 fick hon S:t Eriks plaketten av dåvarande ärkebiskop Antje Jackelén. Motiveringen lyfte fram hennes insatser som generalsekreterare för Sveriges kristna råd, där hon genom att bygga förtroende mellan olika kyrkofamiljer och främja goda relationer mellan ledare bidragit till att trossamfunden i viktiga frågor kunnat tala med en enad röst, vilket fått genomslag både inom kyrkan och i samhället.